# All India Netaji Revolutionary Party
All India Netaji Revolutionary Party var ett politiskt parti i Indien. AINRP leddes av V.P. Saini, som också är ordförande för Netaji Research Foundation. Partiet grundades i samband med den femte All India Netaji Convention 1999. Partiet bildades för att kämpa för Netaji Subhas Chandra Boses ideologi. Partiet krävde en ordentlig utredning för att klargöra vad som hände med Netaji Subhas Chandra Bose, vars död än idag är oklar.
AINRP var kritiska till vänsterns (CPI(M) och All India Forward Bloc) samröre med Kongresspartiet. I valet till Lok Sabha lanserades V.P. Saini som kandidat i valkretsen Hoshiarpur i Punjab. Saini fick dock bara 942 röster (0,16%)
Senare gick Saini med i All India Forward Bloc, och blev dess centralkommittés sekreterare. 2003 besökte Saini Nordkorea som del av en AIFB-delegation från Punjab.